# Jorge Enrique Vélez
Jorge Enrique Vélez García (Medellín, 2 de agosto de 1963) es un político, dirigente deportivo y abogado colombiano.

## Biografía
Nació en Medellín y estudió derecho en la Pontificia Universidad Bolivariana. Sus primeros trabajos los desempeño en el sector privado en la empresa de transportes Coordinador Mercantil, tuvo un pequeño paso por los medios de comunicación en donde se desempeñó como camarógrafo, auxiliar de cámara y editor. Sus primeros pasos en la política los dio junto a Luis Alfredo Ramos quien lo llevó como Secretario de Transporte del Alcalde Juan Gómez Martínez entre 1998 y 2000, donde se hizo famoso por sus constantes discusiones con los taxistas de Medellín.
En 2001, después de la elección de Luis Pérez Gutiérrez como alcalde pasó a ocupar la secretaría de Gobierno. Buscó un lugar como Alcalde de Medellín, pero logró un cuarto lugar contra su oponente Sergio Fajardo; esto lo que hizo alejarse de Luis Alfredo Ramos, que durante la campaña prefirió apoyar a Sergio Naranjo. Fue colaborador con Ómar Flórez en los inicios del partido Cambio Radical donde comenzó su cercanía con Germán Vargas Lleras.
Fue candidato al Senado por Cambio Radical en las elecciones legislativas de 2006 y de 2010, siendo derrotado en ambas. Sin embargo, en agosto de 2008 logró llegar a la Cámara Alta como reemplazo permanente de Luis Carlos Torres Rueda, quien fue destituido por irregularidades. Tras tales fracasos, el presidente Juan Manuel Santos lo nombró Superintendente de Notariado y Registro de Colombia. Bajo el mismo gobierno fue designado Gobernador Encargado de La Guajira tras la destitución de la Gobernadora Oneida Pinto.
Ha sido Asesor de la ONU para la Superintendencia de Transportes, Representante de Colombia al Cempes ante la OEA, Asesor de Ferrovías, Asesor de tránsito de las alcaldías de Bogotá y de Pereira, miembro de las juntas directivas del Metro de Medellín, del Terminal de Transportes de Medellín, de Metroseguridad y del Aeropuerto Olaya Herrera.
En 2018 fue elegido presidente de Dimayor tras la renuncia de Jorge Perdomo Polanía. Sin embargo, su mandato se vio truncado por polémicas con los equipos deportivos, que lo obligaron a dimitir en julio de 2020.